# Степаненко, Анатолий Григорьевич
Анато́лий Григо́рьевич Степане́нко (23 августа 1949, Караганда) — советский трековый велогонщик, выступал за сборную СССР в конце 1960-х — начале 1970-х годов. Обладатель Кубка СССР в командной гонке преследования, чемпион республиканских первенств, участник летних Олимпийских игр в Мюнхене, мастер спорта международного класса. Также известен в Казахстане как спортивный функционер и тренер по велоспорту.

## Биография
Анатолий Степаненко родился 23 августа 1949 года в городе Караганда Казахской ССР. Активно заниматься велоспортом начал в возрасте пятнадцати лет, проходил подготовку в местной велосипедной секции.
Первого серьёзного успеха добился в 1968 году, когда стал обладателем Кубка СССР. Благодаря череде удачных выступлений удостоился права защищать честь страны на летних Олимпийских играх 1972 года в Мюнхене — вместе с товарищами по команде Владимиром Кузнецовым, Виктором Быковым и Александром Юдиным сумел дойти до стадии четвертьфиналов в зачёте командной гонки преследования, в итоге потерпев поражение от команды Польши. За выдающиеся спортивные достижения удостоен почётного звания «Мастер спорта СССР международного класса».
В 1971 году окончил Карагандинский государственный педагогический институт. Завершив спортивную карьеру, занялся тренерской деятельностью, в частности уже в 1977 году признан заслуженным тренером Казахской ССР. Начиная с 1980 года занимал должность заместителя директора школы высшего спортивного мастерства, в период 1983—1987 занимал пост председателя спортивного клуба «Шахтёр» производственного объединения «Карагандауголь», затем в течение нескольких лет возглавлял Всесоюзное добровольное физкультурно-спортивное общество профсоюзов.
После распада Советского Союза в период 1990—1994 работал председателем областного комитета по физической культуре и спорту, был директором областной спортивной школы «Олимпийский резерв», которую в 1997 году приватизировал. Начиная с 2006 года является директором карагандинской областной специализированной детско-юношеской спортивной школы олимпийского резерва.